# Kaspische beekschildpad
De Kaspische beekschildpad (Mauremys caspica) is een schildpad die behoort tot de familie Geoemydidae.

## Verspreiding en habitat
De schildpad komt voor in het Kaukasusgebergte in westelijk Azië en in het zuiden en zuidoosten van de Balkan. De schildpad komt voor in de landen Turkije, Syrië, Libanon, Israël, Cyprus en Griekenland (alleen op het eiland Kreta).
De Kaspische beekschildpad is zowel een land- als waterbewoner die in moerassen en poelen leven met een modderige bodem (zelfs in rivieren) en veel planten in en om het water. Als een van de weinige soorten houdt de schildpad wel van een beetje waterstroming en kan erg goed zwemmen. Deze soort is omnivoor en eet kleine waterdieren zoals vis, insecten en amfibieën maar ook wel waterplanten. Ook voor 'landplanten' als sla en kool komen de dieren graag even het water uit. De winterslaap vindt plaats onder water en niet op het land.
Verdraagzaam wat watervervuiling betreft.

## Uiterlijke kenmerken
De schildpad is een middelgrote soort die een schildlengte bereikt tot ongeveer 25 centimeter. Het rugschild of carapax is wat langgerekt en heeft een bruine tot grijze kleur zonder duidelijke tekening. De hoornplaten van het rugschild hebben aan de randen van iedere plaat een opstaande rand. Aan de zijkanten van de relatief lange nek zijn heldere witte lengtestrepen aanwezig die doorlopen tot onder het schild. Ook de juvenielen hebben geen tekening en dat is toch wel uitzonderlijk bij schildpadden. De soort wordt zeldzamer en is inmiddels beschermd.

## Naamgeving en taxonomie
De soort werd voor het eerst wetenschappelijk beschreven door Johann Friedrich Gmelin in 1774. Oorspronkelijk werd de wetenschappelijke naam Testudo caspica gebruikt. De Kaspische beekschildpad behoorde lange tijd tot het geslacht Clemmys en werd later bij Emys ingedeeld. Beide geslachten behoren tegenwoordig tot de familie moerasschildpadden (Emydidae).